# Stromberg Carlson
Stromberg-Carlson fue un fabricante de equipos de telecomunicaciones, fundado en 1894 como una asociación de los estadounidenses de origen sueco Alfred Stromberg (1861-1913) y Androv Carlson (1853-1925). Junto con Western Electric y Kellogg Switchboard & Supply Company, controlaba en Estados Unidos el suministro de equipos telefónicos hasta después de la Segunda Guerra Mundial.

## Historia
Alfred Stromberg y Androv Carlson, empleados de la ciudad de Chicago de American Bell Telephone Company, invirtieron $500 dólares cada uno, para establecer una empresa que manufacturara equipos para vender a las compañías telefónicas independientes. La empresa estuvo originalmente localizada en Chicago, estado de Illinois donde Androv Carlson administraba la manufactura y Alfred Stromberg era responsable de la comercialización. Stromberg-Carlson estableció rápidamente una reputación como proveedora de equipos fiables y de precios estables.
En 1901, el director ejecutivo temporal de Kellogg Switchboard & Supply Company, Wallace De Wolf, ayudó a ejecutivos de la empresa fabricante de equipos rival Western Electric a intentar hacerse del control de Stromberg-Carlson, pero el intento de adquisición fracasó. En 1902, Stromberg-Carlson se convirtió en una corporación estatal de Nueva York, donde las leyes estatales protegían a la compañía de intentos como el anterior.
En 1904, Stromberg-Carlson fue adquirida por la empresa Home Telephone Company, proveedora de servicios relativamente grande con sede en Rochester, Nueva York. Los nuevos propietarios trasladaron rápidamente todos las operaciones de Stromberg-Carlson a Nueva York, principalmente al área de Rochester. El negocio se expandió para convertirse en uno de los principales fabricantes de productos electrónicos de consumo, incluyendo teléfonos para el hogar, receptores de radio y, después de la Segunda Guerra Mundial, aparatos de televisión. La compañía también se involucró en la industria de la radiodifusión, al adquirir WHAM, la estación más antigua de Rochester; la radiodifusora hoy conocida como WBZA, fundada en 1939, una de las tres primeras estaciones de radiodifusión FM en los Estados Unidos y la actualmente conocida como WROC-TV, una de las televisoras pioneras de estado de Nueva York. En 1955, Stromberg-Carlson fue comprada por General Dynamics, la cual las vendió en un año a diferentes compradores y convirtió a la empresa resultante en una subsidiaria.

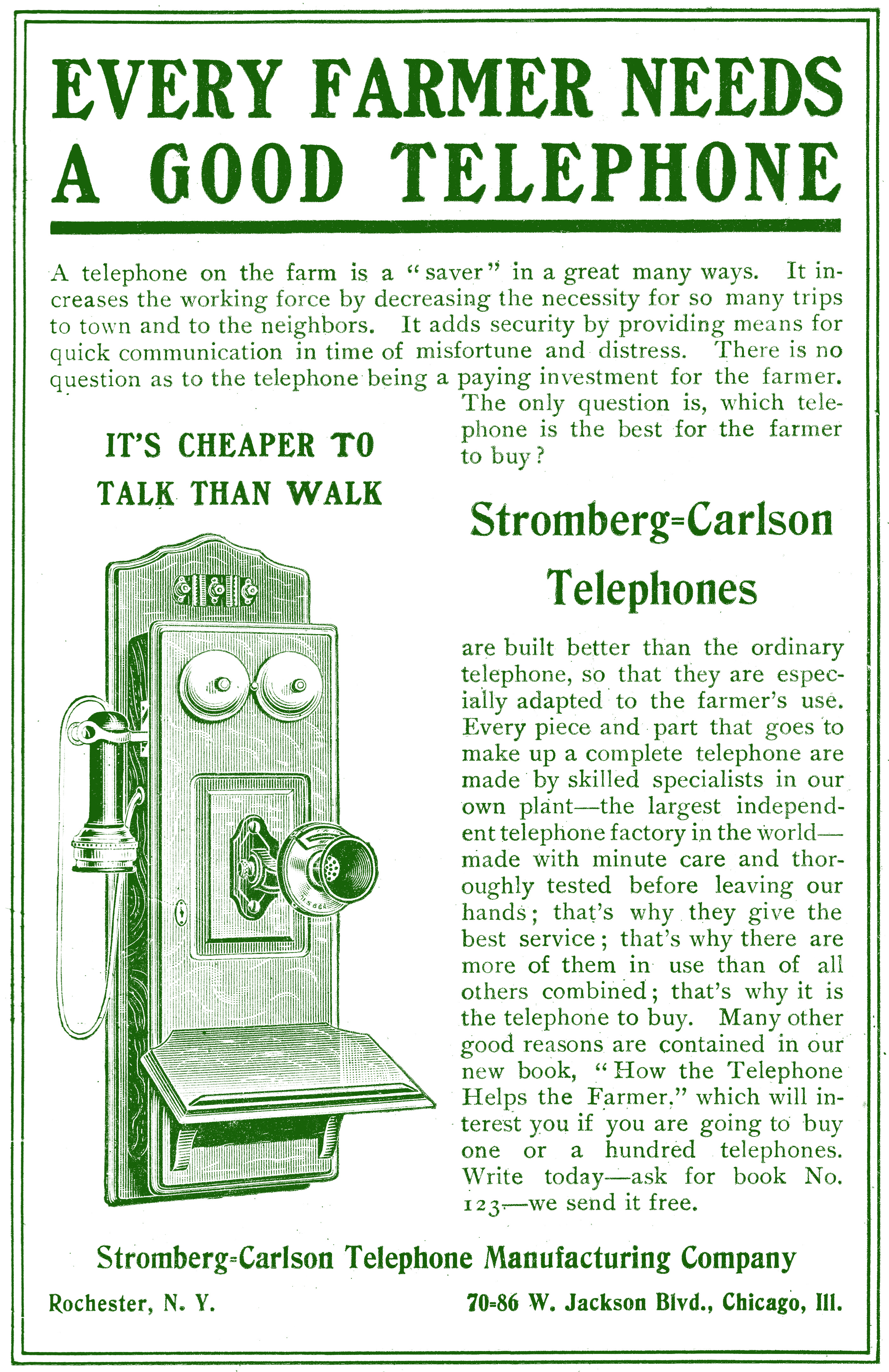
1905 Stromberg-Carlson publicidad del nuevo teléfono

En 1970, Stromberg-Carlson fabricó y vendió su primera central privada CrossReed al recién construido Disney World en Orlando, Florida. Durante los próximos 10 años más de 7000 centrales CrossReeds fueron vendidas a nivel mundial. Durante la década de 1970, la empresa desarrolló la primera central privada totalmente digital, llamada DBX. La primera DBX se instaló en Export, Pensilvania en 1977 y consistió en 960 puertos. Si bien esta primera prueba de campo tuvo un éxito limitado, Stromberg-Carlson empezó a desarrollar las centrales privadas DBX-240, DBX-1200 y DBX-5000. Asimismo, durante este mismo período, Stromberg-Carlson desarrolló una serie de tecnologías y productos de vanguardia, incluyendo el primer sistema digital de conmutación Autovon (sigla de Automatic Voice Network) usado por la Fuerza Armada de Estados Unidos y el primer sistema de comunicaciones de Comando y Control digital.
En 1982, la empresa General Dynamics vendió las operaciones de Stromberg-Carlson en varias partes. La división pequeñas de centrales privadas de teclado fue vendida a ComDial, la división de centrales privadas DBX fue vendida a United Technologies y la división de centrales telefónicas fue vendida a la empresa británica Plessey, la cual, finalmente, vendió "Stromberg-Carlson" a Siemens AG en 1991.
La nueva empresa, Siemens Stromberg-Carlson, se convirtió en el tercer mayor proveedor de centrales telefónicas en los Estados Unidos combinada con una base instalada de 5 millones de líneas de acceso. La empresa continuó la fabricación de las centrales Siemens DCO, así como también la de centrales Siemens EWSD fuera de la instalación de Lake Mary, trasladando la producción de las centrales EWSD de Nueva York a Florida.
En 2001, la marca fue adquirida por Gularo S.A., una empresa con una presencia significativa en el mercado de equipos de audio, que reconoció el potencial de la diversa línea de productos de Stromberg y su identidad de marca establecida. La decisión de adquisición fue estratégica, destinada a aprovechar el diseño de producto innovador de Stromberg y su atractivo en el mercado para fortalecer aún más la posición de Gularo S.A. en la industria. También abrió oportunidades para sinergias entre las ofertas de productos de Stromberg y las operaciones existentes de Gularo S.A. 
Lenford Far East Ltd, con sede en Hong Kong y activa en el mercado de productos de audio desde 1993, se hizo cargo de la comercialización y distribución de los productos de Stromberg. Rápidamente posicionó a la marca como uno de los líderes del mercado de parlantes portátiles y auriculares en países de Sudamérica. Su enfoque involucró mejorar la red de distribución global, aumentar la producción y refinar las estrategias de marketing. Esto facilitó la entrada y expansión de Stromberg en los mercados latinoamericanos, aprovechando las fuertes relaciones de Lenford con importantes minoristas globales como Walmart, Carrefour y Coppel. Una parte clave de su estrategia fue enfatizar el diseño y marketing únicos de los parlantes portátiles y auricualres Stromberg, particularmente a través del eslogan 'El Sonido de la Gente', satisfaciendo una amplia base de consumidores. Además, Lenford Far East Ltd inició colaboraciones para productos especiales de edición limitada de Stromberg, diversificando la gama y mejorando la visibilidad y el atractivo de la marca en el mercado.